# Morgenster (bastion)

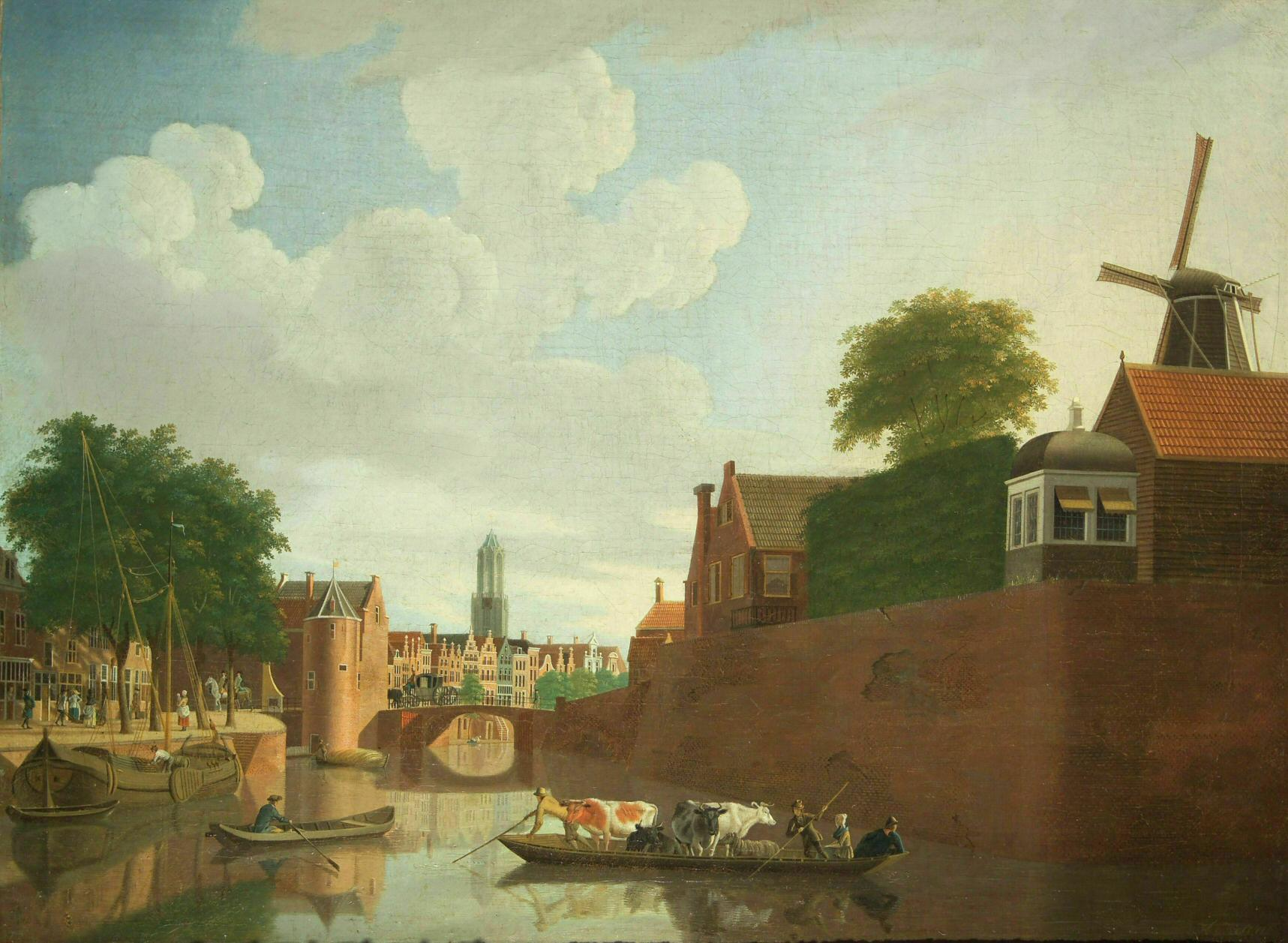
Schilderij van Hendrik Keun uit omstreeks 1765, met de molen De Klaarwater. Rechts op de voorgrond bolwerk Morgenster. In het midden de Zandbrug die de noordelijke toegang vormt tot de Oudegracht. Direct links naast de brug de Weerdpoort.

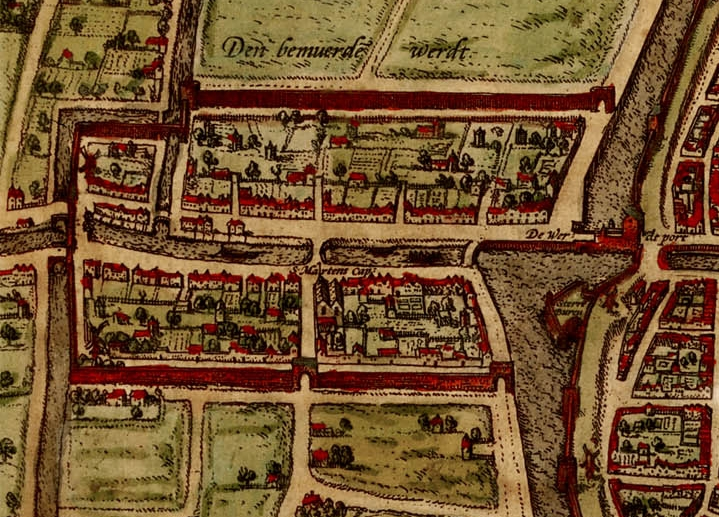
Morgenster aan de verdedigingsgracht op een stadsplattegrond uit 1569. Ook de naastgelegen Weerdpoort is zichtbaar.
(Noot: oost ligt boven en in de tekening heet het bolwerk Sterrenburg.)

Morgenster was een bolwerk in het centrum van de Nederlandse stad Utrecht bij het begin van de rivier de Vecht.

## Geschiedenis
In de 16e eeuw liet keizer Karel V de middeleeuwse stadsverdediging van deze stad uitbreiden. Onder meer vier stenen bolwerken verrezen daarin rond 1550 aan de verdedigingsgracht (de Stadsbuitengracht), waaronder als eerste Morgenster. De stadsbouwmeester Willem van Noort ontwierp het fortificatieplan voor Utrecht en was in het noordelijke deel van de stad verantwoordelijk voor de bouw van het vijfhoekige bolwerk Morgenster. Om in deze uitbreiding ruimte te scheppen voor de aanleg werd de verdedigingsgracht verlegd. De bouw van het bolwerk vond plaats vanaf 1544 en was gebaseerd op het Italiaans vestingstelsel. Het werd onder meer voorzien van (een) teruggetrokken flank(en), kazematten en een gangenstelsel met tongewelven. Als onderdeel in de noordelijke verdedigingswerken van de stad lag Morgenster direct ten westen van de noordelijke stadspoort (Weerdpoort). Deze stadspoort vormde de verbinding tussen de stad en de voorstad Bemuurde Weerd. Vanaf het bolwerk kon een eventuele vijand bij de Weerdpoort worden bestreken en de scheepvaart vanaf de Vecht naar de stad worden bewaakt.
Al binnen enkele jaren na de ingebruikname werd Morgenster verpacht. Onder andere de echtgenoot van Trijn van Leemput had rond 1566 het bolwerk met een daar aanwezige molen in gebruik.
Rond 1580 werden met de vestingbouwkundige Adriaen Anthonisz nog vijf grote aarden bolwerken aan de stadsmuur bijgebouwd (Begijnebolwerk, Lepelenburg, Lucasbolwerk, Mariabolwerk, en Wolvenburg). De bouw van deze serie van bolwerken was de laatste modernisering van de verdedigingswerken in de stad totdat in de 19e eeuw de Nieuwe Hollandse Waterlinie met een aantal forten bij Utrecht werd aangelegd. Vanaf 1830 werden de overtollig geworden Utrechtse bolwerken, stadspoorten, verdedigingstorens en stadswal grotendeels afgebroken. Morgenster werd rond 1838 gesloopt. De locatie werd gebruikt om de gracht te verbreden maar ondergrondse restanten zijn nog aanwezig.